# Nomada sandacana
Nomada sandacana är en biart som beskrevs av Cockerell 1920. Nomada sandacana ingår i släktet gökbin, och familjen långtungebin. Inga underarter finns listade i Catalogue of Life.